# Византийский коридор

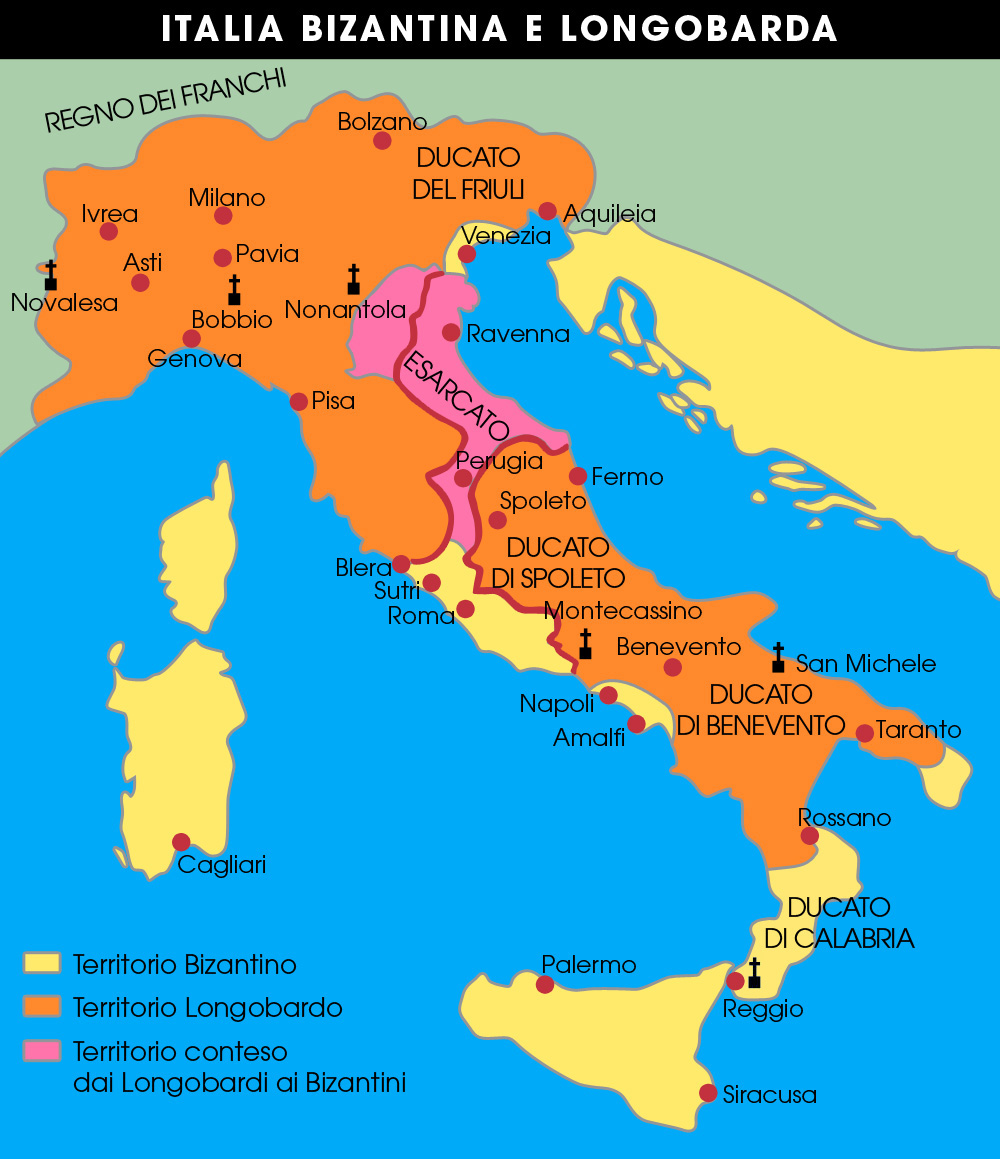
Карта Византийского коридора в конце VI века.

Византийский коридор (лат. Provincia Castellorum; итал. Il Corridoio Bizantino) — наименование узкой длинной полосы владений Восточной Римской (Византийской) империи, которую долгое время не могли захватить вторгнувшиеся на Апеннины лангобарды. Византийский коридор существовал в 570—750 годах. В административном плане северо-восточную его часть включал в себя Равеннский экзархат, а юго-западную Римское герцогство. После захвата территории коридора лангбардами около 750 года, большая его часть была включена в состав формирующегося Папского государства с центром в Риме, который просуществовал до середины XIX века.

## История
Отношения лангобардских королей и герцогов с Византией имели конфликтный характер на всём протяжении их более чем двухсотлетней истории. Вторгшись в Италию, лангобарды пользовались апатией местного населения и быстро взяли под свой контроль большинство внутренних, большей частью аграрных регионов полуострова и Падании. Византийский флот, тем не менее, довольно долго продолжал удерживать контроль над прибрежными регионами, а также крупнейшими городами (Рим, Неаполь, Равенна, Генуя) и дорогами страны (среди которых были Фламиниева дорога и Америниева дорога), где античные традиции были наиболее ярко выражены. Сопротивление византийцев было наиболее сильным по диагонали Рим — Равенна, что привело к расколу Лангобардского королевства на крупные две обособленные области — северную (Большая Лангобардия) и южную (Малая Лангобардия). Оба термина ввёл Феофан Исповедник.

## Фортификации

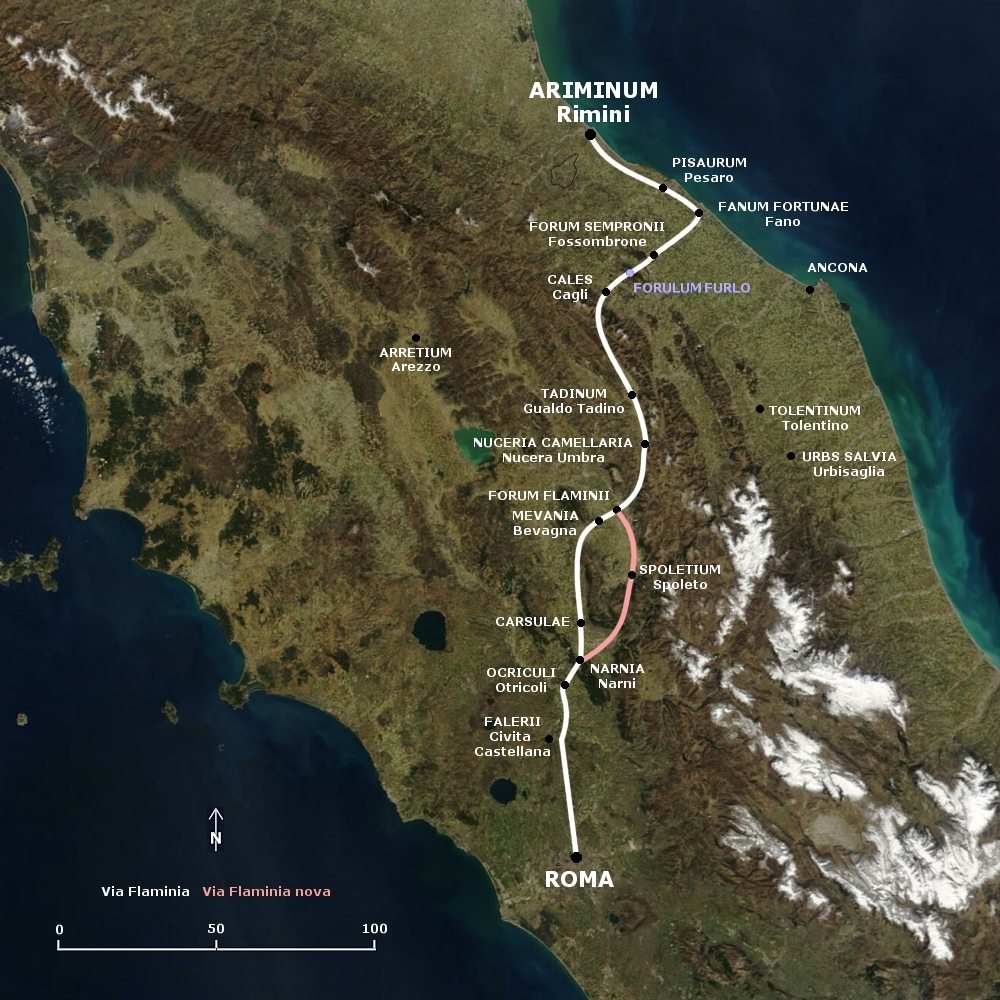
Карта Фламиниевой дороги

Византийский коридор в целом сложился около 570 года, когда лангобарды поняли что полосу горной территории сухопутного «пентаполиса» с замками Лацио, Умбрии (Тоди, Перуджа и Губбио), расположенных вдоль горной и труднодоступной Америновой дороге им взять не удастся. Более ровная и низменная Фламиниева дорога была уже большей частью в руках лангобардов. На побережье Адриатики византийцев поддерживал так называемый морской пентаполь, состоящий из пяти хорошо укреплённых городов. Стратегическую важность коридора осознавали как сами византийцы, так и лангобарды, королевство которых он рассекал на две части. После 728 года лангобарды возобновили атаки на крепости коридора. Падение Равенны в 731 году, a затем, окончательно, в 751 году означало конец византийского контроля на регионом.

## Видеоматериалы
Видеоролик о Фоссато-ди-Вико - самом южном форпосте византийского коридора. Несмотря на множество попыток, лангобарды так и не смогли взять этот город. После разгрома лангобардов франками был включен в состав Папской области.